# Mistrovství světa ve veslování 1976
Mistrovství světa ve veslování 1976 se konalo na Osojském jezeře (Ossiacher See) v rakouském Villachu. Finálové jízdy se jely dne 14. srpna 1976.
Každoroční veslařská regata trvající jeden týden je organizována Mezinárodní veslařskou federací (International Rowing Federation; FISA) obvykle na konci léta severní polokoule. V neolympijských letech představuje mistrovství světa vyvrcholení mezinárodního veslařského kalendáře a v roce, jenž předchází  olympijským hrám, představuje jejich hlavní kvalifikační událost. V olympijských letech pak program mistrovství zahrnuje pouze neolympijské disciplíny.
Rok 1976 byl rokem olympijským, proto program mistrovství zahrnoval pouze neolympijské disciplíny.

## Medailové pořadí
| Pořadí | Země               | Zlato | Stříbro | Bronz | Celkem |
| ------ | ------------------ | ----- | ------- | ----- | ------ |
| 1      | Francie            | 1     | 0       | 1     | 2      |
| 2      | Rakousko           | 1     | 0       | 0     | 1      |
| 2      | Západní Německo    | 1     | 0       | 0     | 1      |
| 4      | Dánsko             | 0     | 1       | 1     | 2      |
| 5      | Spojené království | 0     | 1       | 0     | 1      |
| 5      | Norsko             | 0     | 1       | 0     | 1      |
| 7      | USA                | 0     | 0       | 1     | 1      |
| Celkem | Celkem             | 3     | 3       | 3     | 9      |

## Přehled medailí

### Mužské disciplíny
| Disciplína                      | Zlato | Čas     | Stříbro | Čas     | Bronz | Čas     |
| Skif LV LM1x                    | Rakousko Raimund Haberl | 7:18,18 | Dánsko Morten Espersen | 7:19,48 | Francie Roland Weill | 7:22,90 |
| Čtyřka bez kormidelníka LV LM4- | Francie André Picard Michel Picard André Coupat Francis Pelegri                                                                                             | 6:29,94 | Norsko Pal Boernick Olaf Solberg Per Arne Steen Edd Hillstad                                                                                  | 6:34,35 | Dánsko Djon Andersen Bent Fransson Aage Hansen Torben Hansen                                                              | 6:36,04 |
| Osma LV LM8+                    | Západní Německo Peter Werner Hans-Ludwig Zimmer Hans-Josef Büsken Jürgen Nentwig Lutz Neubert Dieter Meschede Peter Huck Bernd Nehmer Helmut Sassenbach (k) | 6:05,00 | Spojené království Graeme Hall Nigel Read Christopher Drury Colin Cusack Stewart Fraser Mark Harris Brian Fentiman D. Carpenter H. Wheare (k) | 6:06,81 | USA Bruce Stone Andrew Washburn Craig Drake Thomas Cook John Dunn Ralph Nauman Scott Roop Sean Colgan Joseph O’Connor (k) | 6:09,16 |